# Adalberto Libera
Adalberto Libera (Villa Lagarina, cerca de Trento, 16 de julio de 1903 – 1963) fue uno de los más representativos arquitectos italianos del movimiento moderno italiano. 

## Biografía
Adalberto Libera nació en Villa Lagarina, cerca de Trento en el norte de Italia. Al estallar la Primera Guerra Mundial se trasladó a Parma. En 1925, después de estudiar matemáticas y arte, se inscribe en la Escuela Regia de Arquitectura de Roma. Se graduó en 1928 en la Scuola Superiore di Architettura de Roma. Tomó conocimiento del futurismo a través de su compatriota trentino Fortunato Depero. Incluso antes de graduarse era ya uno de los fundadores del M.I.A.R. («Movimento Italiano per l'Architettura Razionale» o Movimiento italiano por la arquitectura racional). Con sede en Roma, el MIAR fue una organización rival del «Gruppo Sette» (Grupo 7), que tenía su sede en Milán y Como. Fue invitado por Ludwig Mies van der Rohe a la Exposición Weissenhofsiedlung de Stuttgart de 1927, organizada por la Deutscher Werkbund, pero no llegó a participar. 
Preparado para ser uno de los mayores partidarios e intérpretes del racionalismo, será promotor de las exposiciones MIAR de «Arquitectura Racional» (1928 y 1931); entre 1930 y 1932 fue elegido secretario nacional del MIAR. 
A través de Gino Pollini entra en contacto con el «Grupo 7», en el que ingresa como miembro. 
Un arquitecto creativo, extremadamente capaz y con talento, estuvo más influido por el futurismo que por el racionalismo, y fue políticamente astuto. Su actividad como fundador y secretario del MIAR le permitió establecer una relación de trabajo muy estrecha con los altos cargos del régimen fascista en Roma, donde se tomaban todas las grandes decisiones sobre los programas de construcción pública, y que eran responsables del encargo de cientos de nuevos edificios públicos requeridos en los programas de modernización de Mussolini. Gracias a estas conexiones tuvo una prolífica carrera durante el régimen fascista y diseñó muchos edificios destacados durante los años 1930, algunos de los cuales son obras maestras del movimiento moderno internacional. Participó en el gran concurso del régimen, el E42. Al mismo tiempo, proyecta alguna de sus obras más notables, como la Villa Malaparte en la isla de Capri (1938-1943), aunque hay una continuada controversia sobre si el propio Malaparte fue el principal diseñador. Uno de los edificios más importantes es el Palazzo dei Congressi (Palacio de Congresos) en la EUR de Roma. Este edificio muestra la gran habilidad de Libera para diseñar ambiguamente en un lenguaje metafísico que se encuentra en el filo de la navaja entre el modernismo y el neoclasicismo. Su uso de la bóveda vaída en este edificio crean un espacio arquitectónico innovador.
Durante el periodo fascista, todos los arquitectos estaban legalmente obligados a unirse al partido; pero los de más éxito fueron más allá y se convirtieron en importantes miembros del partido. Como sus contemporáneos Giuseppe Pagano y Giuseppe Terragni, la buena suerte de Libera en este periodo se debió a sus estrechas relaciones con el partido. 
Después de la caída del régimen fascista y su derrota en la Segunda Guerra Mundial, Libera junto con todos los demás pasó por un periodo de crisis personal y profesional, pero después de vivir tranquilamente durante varios años en su ciudad natal de Trento, se recuperó y empezó otra vez a trabajar en numerosos proyectos, incluyendo edificios oficiales y viviendas públicas en un estilo nuevo que daba la espalda a los modelos de expresión fascistas. Durante la posguerra estuvo muy comprometido con la problemática de la reconstrucción masiva de viviendas para los más necesitados. En 1954–1962 diseñó y construyó el edificio del Gobierno Regional de la región del Trentino en Trento. Desde 1953 Libera se dedicará a la enseñanza universitaria, actividad que desarrolla hasta 1963, año de su muerte.

## Obras principales
- Palacio de Congresos en la EUR (años treinta)[1]
- Oficina de correos en via Marmorata en Roma (1932)
- Villa Malaparte en Capri (1938)
- Unidades de vivienda en Cagliari (1950-53)
- El pabellón para la Cassa del Mezzogiorno en la Exposición de Cagliari (1953)